# Erythrina coralloides
El arbol de colorín, pemuche, machete, pichoco, zompantle, (Erythrina coralloides) es una árbol de la familia de las leguminosas. Es caducifolio y tiene flores rojas. Es nativa de Norteamérica: México, EE. UU., y de Centroamérica.

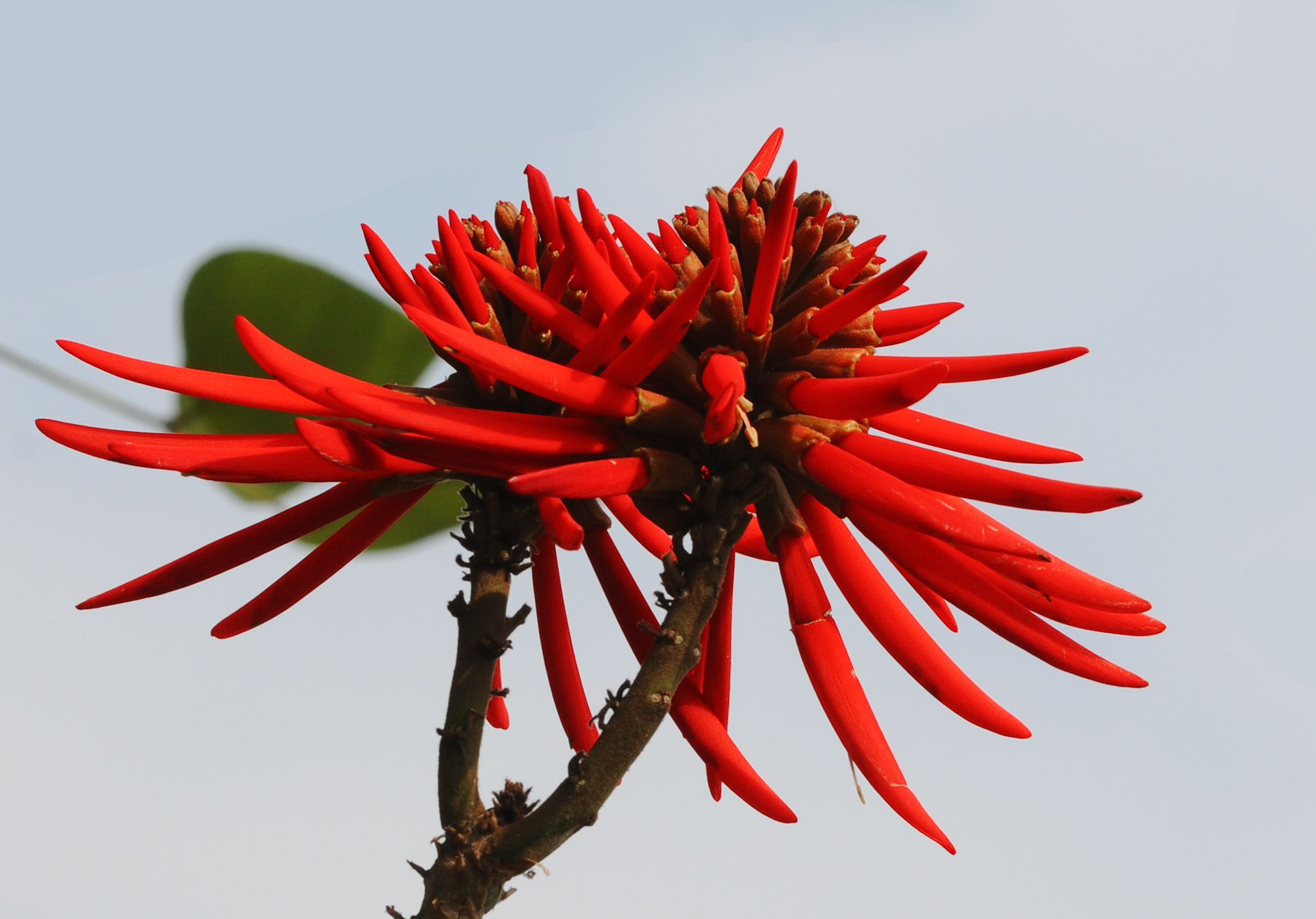
Flor

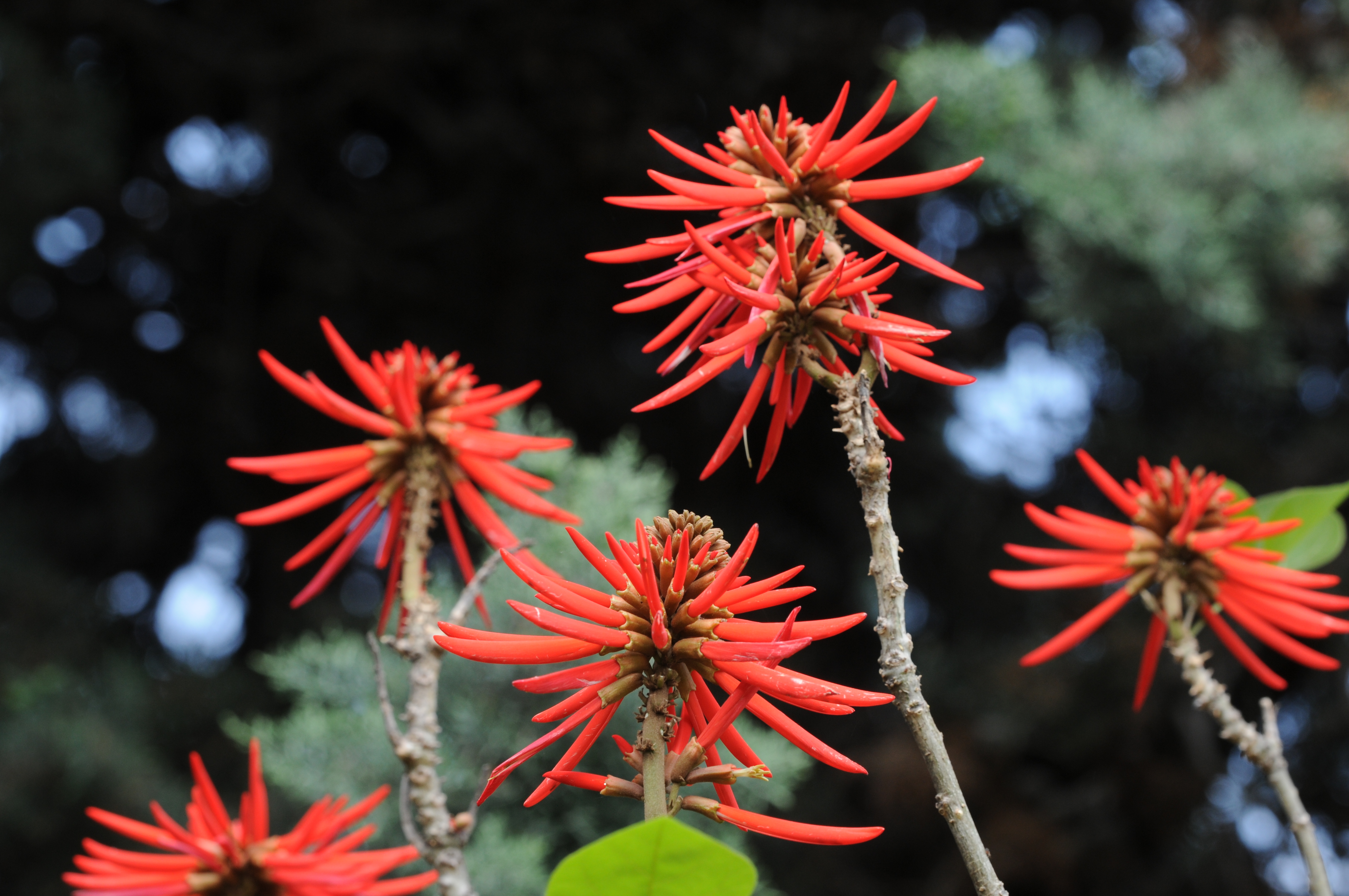
Inflorescencias

## Descripción
Árbol o arbusto de hasta 10 m de altura; tiene las ramas con espinas. Las hojas están divididas en 3 folíolos. Las flores son de color rojo encendido y forman como penachos vistosos. Las semillas son rojas y muy llamativas.

## Toxicidad
Las partes aéreas de las especies del género Erythrina pueden contener alcaloides, tales como la eritralina y la erisodina, cuya ingestión puede suponer un riesgo para la salud.
Tiene semillas muy tóxicas, contiene eritroidina, poderoso paralizante de músculos, eritroresina: emético, coralina y ácido eritrico. Su extracto es un sustituto del curare. Son semillas elípticas, brillantes, rojo coral, con una línea saliente longitudinal en el dorso, y un hilo blanco, rodeado con un borde negro. Del análisis bioquímico: 13,35 sólidos y aceites; 0,32 resina soluble en éter; 13,47 resina soluble en alcohol; 1,61 eritrococaloidina, alcaloide; 5,6 albúmina; 0,83 goma; 1,55 azúcar; 0,42 ácido orgánico; 15,87 almidón; 7,15 humedad; 39,15 materia inorgánica (y celulosa?).[cita requerida]

## Usos
Es muy resistente a las sequías, posee flores de color rojo (de ahí el nombre colorín), y su madera blanca se usa para tapones,  y en San Luis Potosí los artesanos lo emplean para hacer figuras, decoración y joyería.

## Taxonomía
Erythrina coralloides fue descrita por Augustin Pyrame de Candolle y publicado en Prodromus Systematis Naturalis Regni Vegetabilis 2: 413. 1825.
Etimología
Erythrina: nombre genérico que proviene del griego ερυθρóς (erythros) = "rojo", en referencia al color rojo intenso de las flores de algunas especies representativas.
coralloides: epíteto latino que significa "como el coral".
Sinonimia
- Corallodendron coralloides (DC.) Kuntze